# Ръсово
Вижте пояснителната страница за други значения на Хърсово.
Ръсово (литературно Хърсово) е село в Западна България. То се намира в община Кюстендил.

## География
Село Ръсово е разположено между западните склонове на Лисец планина и река Бистрица. Част от землището му се намира покрай левия бряг на реката.
Отстои на 14 км западно от гр. Кюстендил.
С името Ръсово е споменато за пръв път в поп Стефановия поменик от 1774-1812 г.
Произлиза от личното име на основателя си Ръсо /Расо/, който бил брат на Рано - основателя на с. Раненци.
Климатът е преходно-континентален с полупланински характер. Слънцето огрява землището, докато надвечер се скрие зад Деве баир

## История
Начално училище, което е било общо със село Гърляно, е открито през 1884 г. Самостоятелно начално училище селото има от 1936 г. и функционира до 1970 г. Сега сградата му е кметство.
През 1954 г. е основано читалище. Поради силно намалелия брой на жителите, не функционира.
Църква „Свето Рождество Богородично“.
Селото е електрифицирано през 1959 г.
Частично е водоснабдено през 1965 г.
Местните хора се оплакват при сушави години от недостиг на питейна вода.

## Население
Към есента на 2021 г. постоянно живеят 16 души.
Селото се състои от 14 махали: Летеинска, Колевска, Големодолска, Реката, Ваклинска, Мошевска, Црешневска, Китовска, Доларска, Чергарска, Залангурска, Мечкина, Балтийска и Лисичка.
Вече има напълно обезлюдени махали.
През 1866 г. селото има 246 жители. 1900 г. - 580. Най-много са жителите - 654 души през 1910 г. 1934 - 571; 1956 - 392; 1985 - 132; 2001 - 71; 2010 - 55, 2021 - 16.
След Освобождението е към община Преколница; През 1934 г. преминава към Раненска община. От 1978 до 1983 г. е кметство към Гюешевска селищна система; 1983-1987 г. - кметство към Гърлянска селищна система. От 1987 г. е кметство към община Кюстендил. Обслужва се от кметския наместник на Долно село.

## Поминък
Поминъкът е главно земеделие и скотовъдство. Преди около 50 години са били развити домашни занаяти: три шивачи, двама кацари, един ковач. Покрай река Бистрица са тракали доста воденици-караджейки, най-много в цяла Каменица, а също тепавица и две дъскорезници. От десетилетия вече няма нищо от гореизброеното.
През 1957 г. е образувано ТКЗС. От 1960 г. - към ДЗС Кюстендил; от 1963 г. - към ДЗС Раненци; от 1971 г. - към АПК Кюстендил, от 1979 г. - към АПК „Румена войвода“ Гърляно.
Основни отрасли: растениевъдство /пшеница, картофи, тютюн, фуражи/ и животновъдство. Построени са кооперативни сгради, сеновали.
След 1991 г. следва ликвидация, връщане на земята на бившите собственици и техните наследници, разпродажба на сгради и инвентар. Част от земята запустява.
Има арендуване на по-добрите земи. Увеличава се популацията на диви прасета. Лишеи нападат старите овошки и церовата дъбова гора.
В землището на село Ръсово, на левия бряг на река Бистрица, до пътя за Долно село, в началото на 80-те години на ХХ в., бе построена двуетажна административна сграда на Геоложки обект „Осогово“, авторемонтна работилница, складова база, оранжерия, и помещение - дробилка за смилане на геоложките проби. Сега Геоложката база е собственост на частна фирма, не се използва за нищо и сградата започна да се руши.

## Религии
Християнската (източноправославна) религия е основна.